# Odkouzlení světa
V sociologii se termín „odkouzlení světa“ (francouzsky Désenchantement du monde, anglicky Disenchantment of the world, Entzauberung) používá při popisu proměny tradiční západní společnosti v moderní s nástupem osvícenství a vědecké revoluce vrcholící na konci 18. století. V podstatě je tak odkouzlení světa výsledkem racionálního zdůvodňování přírodních i společenských jevů. Jako první tento termín použil na konci 18. století Friedrich Schiller. Na sklonku 19. století termín upravil a přepracoval sociolog Max Weber, zasadil jej do sociologického kontextu rámci svých studií sociologie náboženství a zkoumal ji jako souvislost mezi náboženstvím, racionalitou a moderním kapitalismem.
Odkouzlení světa je svou povahou racionálního zdůvodňování a „odkouzlování“ úzce spojeno s termínem sekularizace, tedy potlačováním vlivu náboženství a církve na světské záležitosti.

## Stručné definice
- Friedrich Schiller (konec 18. stol.) – popis stavu, ve kterém se svět nachází po odklonu od mýtů a metafyziky, lidstvo se spoléhá na vědecká fakta a empirické poznatky, ne na pověry a filozofické domněnky
- Max Weber (přelom 19. – 20. stol.) – vyloučení magického jako prostředku spásy.[1] Lidé vnímají vlastní osud jako ovlivnitelný, ne jako řízený vyšší mocí. Vylučování pověr – například posílení moderní medicíny a lékařských metod na úkor „kořenářek“ a lidových léčitelů
- Marcel Gauchet (druhá polovina 20. stol.) – stav, kdy se lidstvo dostalo za hranice náboženského věku, víra v boha není existenčně důležitá
- Max Horkheimer, Theodor W. Adorno (první polovina 20. stol.) – odkouzlení světa tvoří program osvícenství, které mělo za úkol rozkládání mýtů a nahrazení obrazotvornosti věděním. 3 Tito přední členové frankfurtské školy opisují proces oproštění se od nesmyslných tradic a přechod k novým, moderním, vědeckým a empirickým zkušenostem, na rozdíl od setrvání ve stavu nevědomosti a slepé víry.

## Projevy odkouzlení světa
Projevy odkouzlení světa zahrnují obecnou racionalizaci společnosti i jedince:
- vymítání pověr,
- intelektualizace
- důvěra v moderní postupy a technologii,
- změna životního stylu,
- přizpůsobení se společensko-kulturním změnám.

Za jeden z důsledků odkouzlení světa můžeme považovat i sekularizaci. Sekularizace se jako termín objevuje už od antiky a znamená potlačení vlivu náboženství ve světských záležitostech.
Během odkouzlení společnosti vyústilo racionální pojetí světského života moderní společnosti v desakralizaci veřejných a mocenských záležitostí. Tudíž můžeme hovořit o tom, že sekularizace s odkouzlením světa souvisí, ačkoliv oba termíny nejsou zaměnitelné.

## Podstata a původ odkouzlení světa podle Schillera a Webera
Friedrich Schiller o odkouzlení mluvil již století před Weberem. Pojem použil jako popis stavu, ve kterém se svět nachází po odklonu od předmoderních mýtů a metafyziky.
Max Weber jeho čistě filozofickou úvahu převedl do sociologického kontextu. Racionalizace společnosti je podle Webera pro její vývoj nezbytná. Přechod od tradiční společnosti k moderní reflektoval zejména z nábožensko-církevního hlediska. Jádrem odkouzlení nebyly pro Webera proměny víry, ale „postavení církví a vztahů náboženství a společnosti, ale kulturní důsledky jedinečného okcidentálního procesu racionalizace lidského života, kalkulovatelnosti zisku a technické manipulovatelnosti světem přírody i lidskou společností vůbec.“ Weber tak neoznačuje náboženství za mrtvé, nemluví o „ztrátě božského“, tedy o naprostém vytlačení duchovních principů ze společnosti. Jeho výklad odkouzlení světa separuje duchovno z mocenských a masivně společenských záležitostí a přesouvá jej do privátní, osobní roviny. Na druhou stranu připisuje Weber vznik kapitalismu a prvních zárodků racionality vzniku protestantských církví. Protestantské hodnoty (tj. střídmost, usilovná píle) se odrážely i do myšlení raných kapitalistů (v tom oponoval Marxově teorii o vzniku kapitalismu v čistě ekonomickém prostředí) a spolu s nimi i určitá skepse k mystickým prvkům, typickým pro katolicismus, ale nikoli pro protestantismus. Rozvoj kapitalistického myšlení vedl podle Webera ke zvětšující se roli efektivity, čemuž následovala postupná byrokratizace společnosti, hlavně v politice a ekonomice (přeměny tradičního vedení státu k úřednické organizaci). Náboženská reformace tedy paradoxně zavdala jedné z příčin postupné sekularizace západní společnosti. Weber dokonce koketoval s myšlenkou, že přílišná byrokratizace by v budoucnu mohla zcela ovládnout lidský život a uvěznila by ho v „železné kleci racionality“.

## Pojem odkouzlení světa podle Gaucheta
Marcel Gauchet popisuje odkouzlení světa jako rozchod s tradičním západním náboženstvím, stav, kdy se lidstvo dostalo za hranice náboženského věku.
Křesťanství tvořilo zprvu všeobecně platný způsob uspořádání všeho lidského, uspořádání společnosti v rovině společenské i duchovní.
Svým mocenským potenciálem ale formálně křesťanství vydrželo dodnes, a stalo se tak „náboženstvím rozchodu s náboženstvím“ – v podstatě popisuje fakt, že navzdory všeobecné sekularizaci společnosti a jejího vlivu na politiku je křesťanství v západní společnosti formálně přítomno, např. oficiální motto Spojených států amerických „In God We Trust“, tedy „Věříme v Boha“.
Podle Marcela Gaucheta se „obec ve věcech veřejných již obejde bez nadpřirozeného, a týká se to i těch jejích členů, kteří v ně nepřestali věřit“.
Církev během osvícenství ztratila dominantní vliv jak na obyvatelstvo, tak na vedení státu – týkalo se to i hmotných statků, které církev ztrácela na úkor státu.